# محمد صدقي

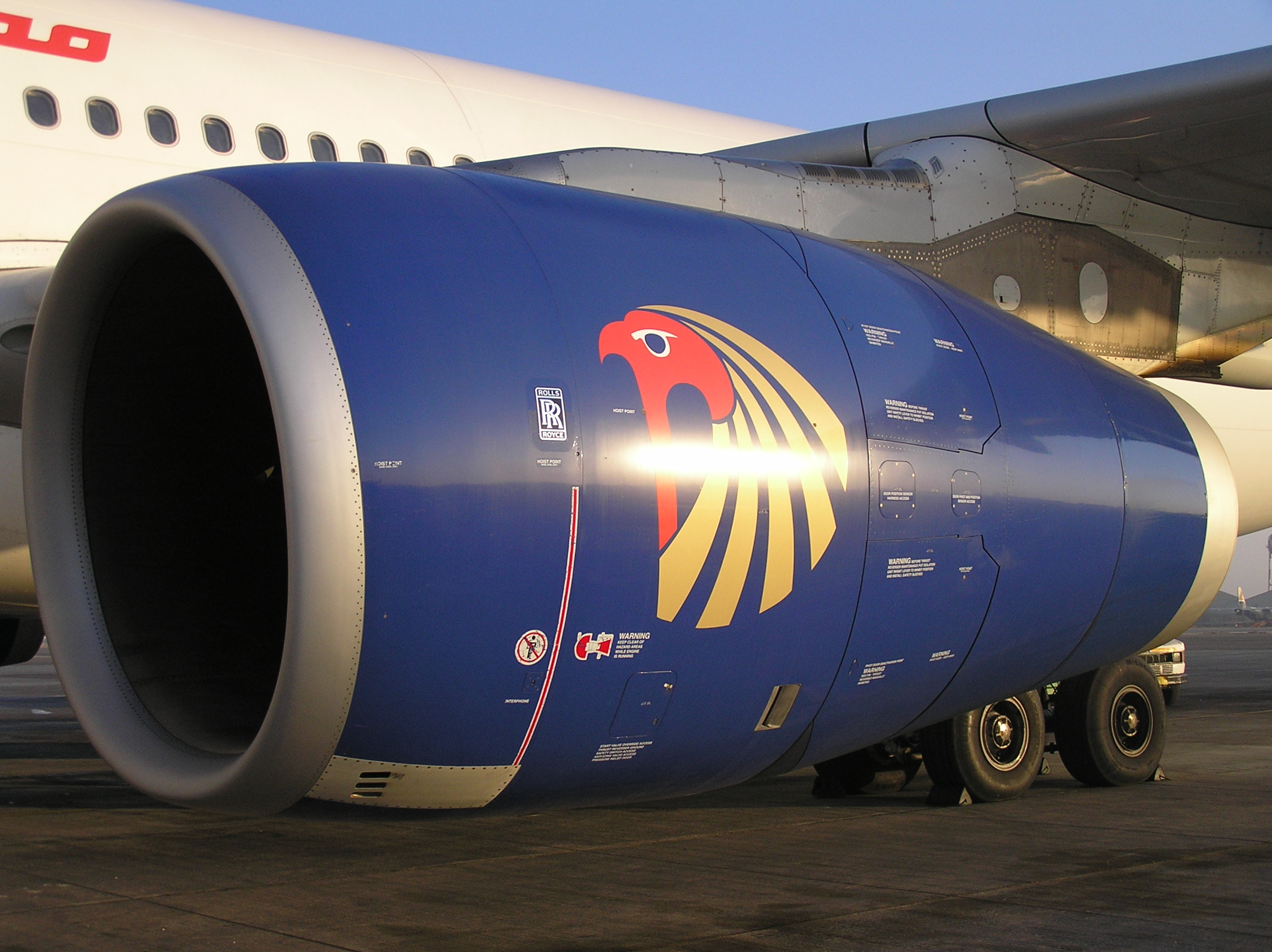
محمد صدقى من رواد شركة مصر للطيران

محمد صدقى (1899 - 1944)، أول طيار مصري يقوم برحله جوية بطائرة من أوروبا إلى مصر،حيث قام بالرحلة بعد أن أتم تدريبه على الطيران في ألمانيا (1930). عمل بمنصب كبير الطيارين في شركة مصر للطيران.

## حياته
ولد محمد صدقي عام 1899، أكمل تعلميه الثانوي وحصل على البكالوريا ثم أرسله والده إلى ألمانيا والتحق هناك بكلية الاقتصاد، ولولعه بالطيران فقد قرر تعلم الطيران في ألمانيا.
قضى في ألمانيا 3 سنوات تعلم من خلالها الطيران على نفقته الخاصة وحصل على جميع شهاداته وإجازاته واشترى من ماله الخاص طائرة صغيرة ألمانية الصنع بمحرك واحد ذات مقعدين ومكشوفة (بدون غطاء زجاجى) بسرعة لا تتجاوز 120كم/في الساعة.

## الرحلة
قرر الطيار محمد صدقى أن يحلق بطائرته من برلين إلى القاهرة، فطار في يوم 12 يناير 1930 من مطار برلين بدأ رحلة مثيرة وخطيرة عبر أوروبا في صراع مع الطقس الغير مستقر إلى تشيكوسلوفاكيا ثم إلى مملكة يوغسلافيا ثم البحر الأبيض المتوسط الذي طار فوقه إلى أن وصل للسلوم داخل مصر.
واصل طيرانه إلى الإسكندرية ثم إلى القاهرة ليصلها يوم 26 يناير 1930 ومنذ ذلك التاريخ اعتبر يوم 26 يناير من كل عام عيدا قوميا للطيران المدني تحتفل به مصر وقد أحتفل به يوم وصوله إلى المطار وحضر استقباله في المطار الملك فؤاد الأول.